# Kausia

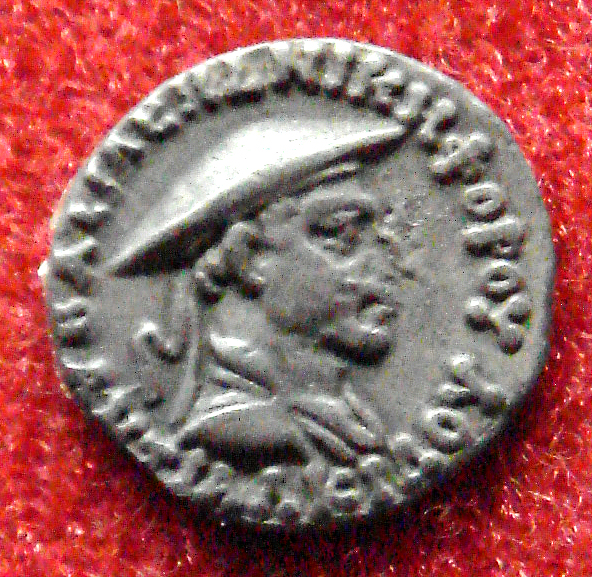
Moneta indo-greckiego króla Antialkidasa, z wizerunkiem władcy w kausii na głowie

Kausia (stgr. καυσία) – nakrycie głowy wywodzące się ze starożytnej Macedonii, rodzaj dużego kapelusza o niskiej stożkowatej główce i szerokim rondzie, noszonego dla ochrony przed słońcem. Wykonywano go z jednego kawałka filcu i wiązano pod brodą.
Purpurowa kausia stanowiła nakrycie głowy królów, królowych i wyższych urzędników macedońskich. Nosił ją często Aleksander Wielki i odtąd upowszechniła się jako nakrycie głowy władców hellenistycznych. Przedstawiali się w niej często na monetach i ozdabiali ją białą przepaską przetykaną złotem (diademem).